# 182 (число)
Вижте пояснителната страница за други значения на 182.
182 (сто осемдесет и две) е естествено, цяло число, следващо 181 и предхождащо 183.
Сто осемдесет и две с арабски цифри се записва „182“, а с римски цифри – „CLXXXII“. Числото 182 е съставено от три цифри от позиционните бройни системи – 1 (едно), 8 (осем), 2 (две).

## Общи сведения
- 182 е четно число.
- 182-рият ден от годината е 1 юли.
- 182 е година от Новата ера.